# Wembley Stadium (1923)
Het Wembley Stadium was een multifunctioneel stadion in Londen, de hoofdstad van Engeland. Het stadion stond er vanaf 1923 totdat het in 2000 gesloten werd. Het stadion werd afgebroken en er kwam op dezelfde plek een nieuw stadion met dezelfde naam. 

## Geschiedenis
In 1924 werd in Londen het British Empire Exhibition gehouden, een wereldtentoonstelling. Er wordt een plan gemaakt om hiervoor een stadion te bouwen in het Wembley Park. Het stadion wordt ontworpen door Sir John Simpson, Maxwell Ayrton en Sir Owen Williams. Bouwwerkzaamheden werd geleid door Sir Robert McAlpine. De kosten voor de bouw worden geschat op £ 750.000. Het stadion werd geopend op 28 april 1923 en werd op dat moment 'Empire Stadium' genoemd, verwijzend naar de tentoonstelling. De opening werd gedaan door Koning George V. Op de openingsdag werd in dit stadion de finale van FA Cup gespeeld tussen Bolton Wanderers FC en West Ham United FC. Officieel waren er bij die wedstrijd 126.047 toeschouwers, maar dit aantal lag vermoedelijk veel hoger.
De wereldtentoonstelling in het stadion duurde van 23 april tot 1 november 1924 en daarna van 9 mei tot 31 oktober 1925. Het idee was dat het stadion direct na de wereldtentoonstelling weer zou worden afgebroken, omdat het onvoldoende geld zou opleveren om bestaansrecht te hebben. Op de plek waar het stadion was gebouwd werd echter al vanaf de jaren 1880 voetbal gespeeld, namelijk op Wembley Park. Zakenman Arthur Elvin wist echter de financiering rond te krijgen met enkele aandeelhouders die wilden investeren. Daarom wordt besloten dat het stadion gebruikt kan worden voor voetbalwedstrijden.
De laatste wedstrijd werd gespeeld op 7 oktober 2000. Het was de FA Charity Shield 2000. Een wedstrijd die jaarlijks wordt gespeeld tussen de winnaar van de Premier League en de FA Cup van het vorige seizoen. De wedstrijd ging tussen Chelsea en Manchester United en eindigde in 2–0. Vanaf december 2002 werd het stadion afgebroken om plaats te maken voor het nieuwe stadion.

## Voetbalinterlands
Er werden in totaal tussen 1924 en 2000 234 voetbalinterlands gespeeld. Het stadion is gebruikt op twee grote internationale voetbaltoernooien. In 1966 werd het gebruikt op het wereldkampioenschap voetbal, dat in juli van dat jaar in Engeland werd gehouden. In het stadion werden negen wedstrijden gespeeld. Ook de finale werd hier gespeeld en wel op 30 juli 1966. 96.924 toeschouwers waren aanwezig bij de wedstrijd waarin Engeland en West-Duitsland won met 4–2. 30 jaar later was er wederom een internationaal voetbaltoernooi. Dit keer het Europees kampioenschap voetbal. Er werden zes wedstrijden gespeeld en ook ditmaal was de finale van het toernooi in dit stadion.
| Voetbalinterlands WK 1966 | Voetbalinterlands WK 1966 | Voetbalinterlands WK 1966 | Voetbalinterlands WK 1966 | Voetbalinterlands WK 1966 | Voetbalinterlands WK 1966 |
| №                         | Datum                     | Wedstrijd                 | Uitslag                   | Competitie                | Toeschouwers              |
| ------------------------- | ------------------------- | ------------------------- | ------------------------- | ------------------------- | ------------------------- |
| 1                         | 11 juli 1966              | Engeland – Uruguay        | 0–0                       | Groepsfase                | 87.148                    |
| 2                         | 13 juli 1966              | Frankrijk – Mexico        | 1–1                       | Groepsfase                | 69.237                    |
| 3                         | 16 juli 1966              | Engeland – Mexico         | 2–0                       | Groepsfase                | 92.570                    |
| 4                         | 19 juli 1966              | Mexico – Uruguay          | 0–0                       | Groepsfase                | 61.112                    |
| 5                         | 20 juli 1966              | Engeland – Frankrijk      | 2–0                       | Groepsfase                | 98.270                    |
| 6                         | 23 juli 1966              | Engeland – Argentinië     | 1–0                       | Kwartfinale               | 90.000                    |
| 7                         | 26 juli 1966              | Engeland – Portugal       | 2–1                       | Halve finale              | 95.000                    |
| 8                         | 28 juli 1966              | Portugal – Sovjet-Unie    | 2–1                       | Troostfinale              | 88.000                    |
| 9                         | 30 juli 1966              | Engeland – West-Duitsland | 4–2                       | Finale                    | 98.000                    |
| Voetbalinterlands EK 1996 |                           |                           |                           |                           |                           |
| №                         | Datum                     | Wedstrijd                 | Uitslag                   | Competitie                | Toeschouwers              |
| 1                         | 8 juni 1996               | Engeland – Zwitserland    | 1–1                       | Groepsfase                | 76.567                    |
| 2                         | 15 juni 1996              | Schotland – Engeland      | 0–2                       | Groepsfase                | 76.864                    |
| 3                         | 18 juni 1996              | Nederland – Engeland      | 1–4                       | Groepsfase                | 76.798                    |
| 4                         | 22 juni 1996              | Spanje – Engeland         | 0–0                       | Kwartfinale               | 75.440                    |
| 5                         | 26 juni 1996              | Duitsland – Engeland      | 1–1                       | Halve finale              | 75.862                    |
| 6                         | 30 juni 1996              | Tsjechië – Duitsland      | 1–2                       | Finale                    | 73.611                    |

## Rugby
De Rugby Football League liet de finale van de Challenge Cup vanaf 1929 in dit stadion houden. Ook vonden er internationale rugbywedstrijden plaats, met name door de nationale teams van Australië en Groot-Brittannië. Zowel in 1992 als in 1995 werd de finale van het Wereldkampioenschap rugby league in dit stadion gespeeld. In 1992 ging het om de finale tussen Groot-Brittannië en Australië, de wedstrijd werd een overwinning voor Australië en eindigde in 6–10. Die finale in 1995 ging tussen Engeland en Australië en eindigde in 8–16.

## Olympische Spelen 1948
Wembley was een van de stadions die werden gebruikt op de Olympische Zomerspelen van 1948. De opening van het toernooi was op 29 juli in dit stadion. Het stadion werd gebruikt voor atletiekwedstrijden, hockey, voetbal en Paardensport.

## Concerten
Er zijn regelmatig concerten geweest in dit stadion. Op 13 juli 1985 was hier Live Aid, onder andere David Bowie , Queen en Dire Straits traden op. Michael Jackson trad het vaakst op, namelijk 15 keer. Zijn tour in 1988 (Bad) leverde hem een onderscheiding vanuit het Guinness Book of Records omdat dit hem 504.000 toeschouwers opleverde. Verder traden Crosby, Stills, Nash en Young (1974), Elton John (7 keer), The Who (1979), Simon en Garfunkel (1982), The Rolling Stones (1982, 1990, 1995 en 1999), Bruce Springsteen (3 keer), U2 (9 keer), Wham! (1986), Rod Stewart (1986, 1991 en 1995), Queen (1986), David Bowie (1987), Genesis (1987), Madonna (8 keer), Pink Floyd (1988), Cliff Richard (1989), Bros (1989), Simple Minds (1989), INXS (1991), Guns N' Roses (1991 en 1992), Simply Red (1992), Prince (1993), Jean-Michel Jarre (1993), 
Bon Jovi (1995), Tina Turner (4 keer), Eagles (1996), Bryan Adams (1996), The Spice Girls (1998), The Bee Gees (1998), Aerosmith (1999), Celine Dion (1999) en Oasis (2000).
Wembley Stadium (Londen) · White City Stadium (Londen) · Villa Park (Birmingham) · Hillsborough (Sheffield) · Old Trafford (Manchester) · Goodison Park (Liverpool) · Roker Park (Sunderland) · Ayresome Park (Middlesbrough)